# Barrayar
Barrayar je znanstveno fantastična priča koju je napisala Lois McMaster Bujold.
Radnja se odvija u razdoblju Vordarijanove uzurpacije. Kao i u Krhotinama časti, i ovdje su glavni junaci Milesovi roditelji Cordelia i Aral.
Knjiga je izdana 1991. godine, a osvojila je nagradu Hugo i nagradu Locus za najbolju kratku priču iz 1992. godine.

## Radnja priče
Na početku knjige Vorkosigani očekuju svoje prvo dijete. Kad car Ezar umre, iako je sad novi car četvoro godišnji Gregor, Aral je taj koji preuzima regentstvo. U Vorkosiganovoj vili dolazi do neuspjelog pokušaja Aralovog ubojstva. Iako je atentator promašio svoju pravu metu, otrovnim plinom je pogođena trudna Cordelia i ugrožen je kako njezin tako i život nerođenog djeteta. Jedini protuotrov, iako veoma djelotvoran, snažan je teratogen čije djelovanje razgrađuje nejake Milesove kosti, dok je još uvijek fetus u majčinoj utrobi što ga ubija. Kako bi se to spriječilo fetus je transplatiran u materinski replikator - umjetnu maternicu. Dok se Cordelia i Aral oporavljaju na svojem imanju dolazi do državnog udara. Gregora spašava odani šef osiguranja kapetan Negri koji ga odvodi na Vorkosiganovo imanje. Cordelia, Gregor kao i neki članovi njihove posluge na konjima bježe u brda i sakrivaju se među ruralnim seoskim stanovništvom dok Aral, zajedno sa svojim ocem, organizira otpor/protuudar.
Nakon što se Cordelia ponovo susreće s Aralom u vojnoj bazi, saznaju kako je replikator u kojem se nalazi Miles odveden u Palaču kao talac. Bez pravilnog održavanja, maleni fetus će sigurno umrijeti unutar dva tjedna, ali Aral ne može organizirati spasilački pothvat jer u njegovom pravcu dolazi veća opasnosti. Cordelia je ta koja kreće u akciju. Uvjerava svoja dva tjelohranitelja da je slijede na privatnu ekspediciju da oslobode Milesa i Gregorovu majku, princezu Kareen. Jednom u palači, Cordelia i njezina pratnja su uhvaćeni. Nadjačavaju svoje čuvare, uspijevaju pogubiti grofa Vidala Vordariana, pretendenta na prijestolje i pobjeći s replikatorom, ali princeza Kareen je ubijena. Cordelia upada na pregovore koje njezin muž Aral i svekar Piotr održavaju sa skupinom Vordarianovih pristaša oko uvjeta njihove predaje. Prekida te osjetljive pregovore tako što istresa Vordarianovu odrubljenu glavu posred komferencijskog stola. Bez svojeg vođe državni udar propada i mir se ponovno uspostavlja na planetu. Prosvijetljena betanka Cordelia preuzima posao izobrazbe mladog princa Gregora, što ima dalekosežne posljedice za Barrayar.
Miles Naismith Vorkosigan je rođen s iznimno krhkim kostima koje se mogu slomiti i pod najmanjim pritiskom. Zakržljalo je novorođenče i njegov razvoj je usporen. Na Barrayaru zbog otrovnog bilja kao i zaostale radijacije od prijašnjeg rata s Cetagandom, nije rijetko da se bebe rađaju s nekakvom manom. Učestala je praksa među lokalnim stanovništvom da se takve bebe ubijaju odmah po rođenju, iako je takva tradicija proglašena protuzakonitom. Takozvani "mutići" u barrayarskom društvu nisu poželjni i izbjegavaju se, a Miles iako je genetski potpuno zdrav, mora se suočiti s različitim oblicima predrasuda kroz svoj život.